# Burmannia tenella
Burmannia tenella là một loài thực vật có hoa trong họ Burmanniaceae. Loài này được Benth. mô tả khoa học đầu tiên năm 1855.